# Jun Uchida
Jun Uchida (内田 潤 Uchida Jun?), född 14 oktober 1977 i Hyōgo prefektur, är en japansk före detta fotbollsspelare.
Uchida började sin karriär 2000 i Kashima Antlers. Med Kashima Antlers vann han japanska ligan 2000, 2001, japanska ligacupen 2000, 2002 och japanska cupen 2000. 2006 flyttade han till Albirex Niigata. Han avslutade karriären 2013.